# Adolf Riff
Adolf Gustav Riff (* 29. Juni 1850 in Bischheim; † 15. Mai 1929 in Straßburg) war Jurist und Mitglied des Deutschen Reichstags.

## Leben
Riff besuchte bis 1862 die Volksschule in Bischheim und von 1862 bis 1868 das Protestantische Gymnasium in Straßburg. Zwischen 1868 und 1870 studierte er an der Universität Straßburg und 1871–72 an der Universität Paris. Ab 1876 war er Advokatanwalt, ab 1879 Rechtsanwalt, ab 1895 Justizrat und 1897 wurde er Mitglied des Vorstandes der Anwaltskammer von Elsaß-Lothringen. Ab 1899 war er Mitglied des Bezirkstags von Unter-Elsaß, ab 1902 Mitglied des Gemeinderats der Stadt Straßburg und Beigeordneter des Bürgermeisters und ab 1902 Mitglied des Landesausschusses von Elsaß-Lothringen. Weiter war er Mitglied des Oberkonsistoriums der Kirche Augsburgischer Konfession von Elsass und Lothringen und Vorsitzender verschiedener gemeinnütziger Vereine.
Von 1898 bis 1907 war er Mitglied des Deutschen Reichstags für den Wahlkreis Reichsland Elsaß-Lothringen 8 (Straßburg-Stadt) und die Freisinnige Vereinigung.